# Olśnienie (powieść)
Olśnienie – książka fantastycznonaukowa Adama Hollanka z roku 1982 wydana w serii Fantazja–Przygoda–Rozrywka KAW. Książka zawiera dwa utwory, różnie określane w źródłach jako opowiadania, mikropowieści lub powieści: tytułowe "Olśnienie" i "Nie można go spalić".

## Fabuła
W tytułowym „Olśnieniu” bohater przypadkowo odkrywa miejsce, w którym stykają się dwie rzeczywistości – nasza i obcej cywilizacji. Równocześnie nie jest całkiem jasne, czy opowiadanie opisuje rzeczywiste doświadczenia bohatera, czy jego zaburzenia psychiczne.
„Nie można go spalić” opisuje konsekwencje zastosowania wynalazku, i niezniszczalny „Wielki Komputer, którego elementy znajdują się w każdym człowieku”

## Analiza
Według streszczenia książki Stowarzyszenia Bibliotekarzy Polskich, opowiadania „ukazują skomputeryzowany świat, w którym możliwa staje się nie tylko przenikalność życia na różnych planetach, ale także integracja i dezintegracja osobowości człowieka”.
Leszek Bugajski, recenzując książkę dla Fantastyki w 1983, napisał, że jej tematem jest „drążenie ludzkiej psychiki, próby wejścia do ludzkiego "kosmosu wewnętrznego”, i że książka jest sygnałem, że „polska SF szuka nowych dróg, że żyje”. W książce Hollanek „zadaje pytanie o granice kompromisu w skrajnie trudnych sytuacjach społecznych”.
„Olśnienie” jest przykładem nurtu inner space w polskiej fantastyce. Pojawia się w nim „koncepcja trzeciego stanu istnienia”. Bugajski pisał, że przedstawiony świat „posiada niejasny status ontologiczny”, i że „...jest to również proza o człowieku, który autentycznie cierpi na skutek swego faktycznego czy wyimaginowanego... kontaktu z innym światem... tracącego... poczucie... miejsca w świecie... rodzinę, spokój wewnętrzny”.  
O „Nie można go spalić” Maciej Parowski napisał, że był to przykład „prozy rozchlupotanej, rozsadzanej natłokiem myśli i bujnymi emocjami”. Bugajski napisał o nim, że jest to tekst bliższy tradycyjnej fantastyce (zawierający „umocowanie' technologiczne”), ale także ma wymiar psychologiczny, opowiadając o „dezintegracji osobowości”. Chwalił je, pisząc, że jest to „literatura z prawdziwego zdarzenia” i że tekst „zawiera wiele trafnych i bezdyskusyjnych spostrzeżeń, np.  nieuchronności ludzkiego losu, o niemożności sprzeciwienia się przemocy”, a także „myśli o człowieku dzisiejszym”. Tekst był przedrukowany w 1989 w antologii Skasować drugie ja.  